# Élections générales néo-brunswickoises de 1899
L'élection générale néo-brunswickoise de 1899, aussi appelée la 30e élection générale, eut lieu le 18 février 1899 afin d'élire les membres de la 30e législature de l'Assemblée législative du Nouveau-Brunswick, au Canada. L'élection s'est déroulé avant la création des partis politiques.
Sur les 46 députés élus, 40 soutinrent le gouvernement, 4 formèrent l'Opposition officielle et les deux autres restèrent neutres.